# 1999 في أنغولا
فيما يلي قائمة بالأحداث التي وقعت خلال عام 1999 في  أنغولا.

## في السلطة
- الرئيس: خوسيه إدواردو دوس سانتوس
- رئيس الوزراء: الدكتور فرناندو خوسيه دي فرانسا دياس فان دونم (حتى 29 يناير)، شاغر (اعتبارًا من 29 يناير)
- رئيس الجمعية الوطنية: روبرتو فيكتور دي ألميدا.

## أحداث

### يناير
- 7 يناير - زيمبابوي تقول إن تدخلها العسكري في جمهورية الكونغو الديمقراطية ممول من فرنسا وليبيا وأنغولا. [1]